# Osmakasaurus
Osmakasaurus ("ještěr z kaňonu") byl rod býložravého ornitopodního dinosaura, který žil v období spodní křídy (věk valang, asi před 140,2 až 136,4 milionu let).

## Popis
Jeho fosilní pozůstatky byly objeveny v Jižní Dakotě (USA). Tento bazální iguanodont byl součástí rozmanité fauny geologického souvrství Lakota, známého například také množstvím fosilií želv a jiných plazů. Popsal jej paleontolog Andrew T. McDonald v roce 2011, jediný známý a zároveň typový druh je O. depressus. Původně byl ale tento dinosaurus popsán jako Camptosaurus depressus již v roce 1909 paleontologem Charlesem W. Gilmorem. Blízce příbuzným druhem mohl být taxon Planicoxa venenica.

## Rozměry
Podle paleontologa Thomase R. Holtze, Jr. dosahoval tento středně velký ornitopodní dinosaurus délky asi 6 metrů a hmotnosti přibližně několika stovek kilogramů. Byl tedy spíše jen středně velkým zástupcem své vývojové skupiny.